# Annemiek Fentener van Vlissingen
Annemiek Fentener van Vlissingen (14 april 1961) is een Nederlandse topfunctionaris. Ze is voorzitter van de raad van commissarissen van SHV Holdings N.V.
Fentener van Vlissingen, lid van de familie Van Vlissingen en dochter van Frits Fentener van Vlissingen (1933-2006), studeerde Bedrijfskunde aan de Rijksuniversiteit Groningen. Na haar afstuderen in 1988 ging zij voor studie naar de Verenigde Staten. Annemiek Fentener van Vlissingen is voorzitter van de Raad van commissarissen en portefeuillehouder bedrijfsontwikkeling bij SHV Holdings NV in Utrecht. Daarnaast was zij commissaris bij Heineken (2006-2018), Draka Holding NV (2001-2011) en Buco NV.
Zij was van 2007 tot 2015 lid van de raad van commissarissen van De Nederlandsche Bank. Tevens zetelde zij tussen 2015 en 2018 als niet-uitvoerend lid in de raad van bestuur van het Italiaanse beursgenoteerde bedrijf Exor S.p.A..
Annemiek Siderius-Fentener van Vlissingen  was in 2010 volgens Management Scope de machtigste vrouw van Nederland. In 2022 staat zij op plaats 9 in deze lijst.